# LMule
lMule(Linux Mule)とは、2003年1月にeMuleのソースコードをLinux用に移植したTimo Kujalaによって始められたLinuxにeMuleのようなクライアントを転用する初めてのアプリケーションである。
lMuleは外観と感じはeMuleと非常に似ていたが、コマンドラインアプリケーションには代替の利用が必要だった。
開発チームは短い開発期間の間に成長したが、2003年6月に、一人の貢献者によるウェブサイトの開発者とジャックのため、このフォークのxMuleが生まれた。
Timo Kujalaと他のlMule開発者はlMuleをxMuleと分けず、この後lMuleの全ての開発を破棄した。